# Target (Biologie)
Ein Target (englisch für „Ziel“) ist ein Biomolekül, an das ein Wirkstoff binden kann. Der Wirkstoff entfaltet genau dadurch seine Wirkung. Wirkstoffe können beispielsweise Arzneistoffe sein, so dass Targets eine wichtige Rolle in der Arzneimittelforschung spielen. 
Bei Targets handelt es sich häufig um Targetproteine, beispielsweise um ein Enzym, einen Rezeptor oder einen Ionenkanal. 
Die Identifikation von Targets sowie deren Untersuchung im Rahmen von Signaltransduktionsprozessen und das Verständnis ihrer Wechselwirkungen mit Liganden sind zentrale Elemente moderner biomedizinischer Forschung. 
Dies betrifft neben der Molekularbiologie und der molekularen Pharmakologie insbesondere die pharmazeutischen Wissenschaften. 
Targets sind verantwortlich für die Wirkung von Arzneistoffen, aber auch deren Kinetik im Organismus. Die Aufklärung von Struktur, Konformationsverhalten und Katalyseeigenschaften spezifischer Targets ermöglicht ein rationales Design von Wirkstoffen und biotechnologischen Prozessen. Targetproteine stellen im Rahmen der Therapie mit „Biologicals“ (siehe rekombinante Proteine) aber auch selbst Arzneistoffe dar, deren Modifikation und Formulierung im Fokus der pharmazeutischen Wissenschaften stehen. Schließlich können Targetprotein-Induktor-Wechselwirkungen für biomolekulare Transkriptions-Schaltsysteme eingesetzt werden, um beispielsweise gentherapeutische Maßnahmen zu kontrollieren.